# یوبی‌سافت آنویل
یوبی‌سافت آنویل (به انگلیسی: Ubisoft Anvil) که پیش از سال ۲۰۰۸ سیمیتار خوانده می‌شد، نام یک موتور بازی است که توسط استودیو یویی‌سافت مونترآل ساخته شده و یکی از موتورهای بازسازی است، که شرکت یوبی‌سافت، برای تولید بازی‌هایش از آن استفاده می‌کند.

## بازی‌ها
این سیاهه شامل بازی‌هایی است که توسط این موتور بازی‌سازی، با نام‌های مختلف ساخته شده:

### سیمیتار
- اساسینز کرید (۲۰۰۷)
- شاهزاده ایران (۲۰۰۸)
- شان وایت اسنوبورد (۲۰۰۸)

### آنویل
- اساسینز کرید ۲ (۲۰۰۹)
- شاهزاده ایران: شن‌های فراموش‌شده (۲۰۱۰)[۲]
- اساسینز کرید: برادری (۲۰۱۰)
- اساسینز کرید: افشاگری‌ها (۲۰۱۱)
- تام کلنسی رینبو سیکس: میهن پرستان (لغو شد)

### آنویل نکست
- اساسینز کرید ۳ (۲۰۱۲)
- اساسینز کرید ۳: آزادسازی (۲۰۱۲)
- اساسینز کرید ۴: پرچم سیاه (۲۰۱۳)
- اساسینز کرید ۴: فریاد آزادی (۲۰۱۳)
- اساسینز کرید: سرکش (۲۰۱۴)

### آنویل نکست ۲٫۰
- اساسینز کرید: وحدت (۲۰۱۴)
- اساسینز کرید: سندیکا (۲۰۱۵)
- تام کلنسی رینبو سیکس سیج (۲۰۱۵)
- استیپ (۲۰۱۶)
- برای افتخار (۲۰۱۷)
- گوست ریکان سرزمین‌های وحشی (۲۰۱۷)
- اساسینز کرید ریشه‌ها (۲۰۱۷)
- اساسینز کرید ادیسه (۲۰۱۸)
- گوست ریکان نقطه توقف (۲۰۱۹)
- هایپر اسکیپ (۲۰۲۰)
- رایدرز ریپابلیک (۲۰۲۱)
- تام کلنسی رینبو سیکس اکسترکشن (۲۰۲۲)

### یوبی‌سافت آنویل
- اساسینز کرید والهالا (۲۰۲۰)
- فارسی فناناپذیران ظهور فنیکس (۲۰۲۰)
- اساسینز کرید سراب (۲۰۲۳)
- بازسازی شاهزاده ایران: شن‌های زمان (۲۰۲۴)